# Plagiostachys
Plagiostachys es un género de plantas con flores perteneciente a la familia Zingiberaceae. Comprende 33 especies descritas y de estas, solo 27 aceptadas.

## Taxonomía
El género fue descrito por Henry Nicholas Ridley y publicado en Journal of the Straits Branch of the Royal Asiatic Society 32: 151. 1899. La especie tipo es: Plagiostachys lateralis (Ridl.) Ridl. 

## Especies aceptadas
A continuación se brinda un listado de las especies del género Plagiostachys aceptadas hasta febrero de 2013, ordenadas alfabéticamente. Para cada una se indica el nombre binomial seguido del autor, abreviado según las convenciones y usos:
- Lista de especies de Plagiostachys